# Магедове
Магедове — селище в Україні, у Воскресенській сільській громаді Пологівського району Запорізької області. Населення — 200 осіб.

## Географія
Селище Магедове розташоване за 139 км від обласного центру та 24 км від районного центру. Найближче сусіднє село Лозове (за 1 км). Через селище пролягає автомобільна дорога та залізнична лінія Пологи — Комиш-Зоря, на якій знаходиться однойменна станція.

## Історія
Село засноване 1904 року, одночасно з відкриттям залізничної  станції Магедове на зведеній лінії Пологи — ЦареводівкаКатерининської залізниці. В цей час з'являються перші поселення безпосередньо біля населеного пункту.
12 серпня 2015 року, в ході децентралізації, Кінсько-Роздорівська сільська рада об'єднана з Воскресенською сільською громадою.
З 2016 року День села відзначається 27 червня.
19 липня 2020 року, в результаті адміністративно-територіальної реформи, село увійшло до складу новоутвореного Пологівського району.

## Економіка
- ПАТ «Магедівське хлібоприймальне підприємство»
- ТОВ «Оптімус Плюс»